# Magdalena Sitek
Magdalena Sitek z domu Jakimowicz (ur. 1972 w Warszawie) – polska prawnik, profesor nauk społecznych w dyscyplinie nauki prawne, doktor habilitowany nauk społecznych w zakresie nauk o polityce, rektor Wyższej Szkoły Gospodarki Euroregionalnej im. Alcide De Gasperi w Józefowie.

## Życiorys
W 1995 ukończyła studia w zakresie prawa kanonicznego na Wydziale Prawa Kanonicznego Akademii Teologii Katolickiej w Warszawie, a w 1996 na Wydziale Prawa i Administracji Uniwersytetu Warszawskiego. W 1996 na podstawie napisanej pod kierunkiem Remigiusza Sobańskiego rozprawy pt. Problemy ekologii w prawie Wspólnoty Europejskiej otrzymała na Wydziale Prawa Kanonicznego ATK stopień naukowy doktora nauk prawnych w zakresie prawa kanonicznego, specjalność: prawo europejskie. W 2011 na podstawie rozprawy pt. Instytucje i organy Unii Europejskiej w świetle postanowień Traktatu Lizbońskiego uzyskała w Uniwersytecie Mateja Bela w Bańskiej Bystrzycy stopień doktora habilitowanego nauk społecznych w zakresie nauk o polityce, specjalność: prawo międzynarodowe i europejskie. W 2017 na podstawie dorobku naukowego oraz rozprawy pt. Prawa (potrzeby) człowieka w ponowoczesności uzyskała na Wydziale Prawa i Administracji Uniwersytetu Warmińsko-Mazurskiego w Olsztynie stopień doktora habilitowanego nauk prawnych w zakresie prawa, specjalność: prawa człowieka. W 2024 Prezydent RP nadał jej tytuł naukowy profesora nauk społecznych w dyscyplinie nauki prawne.
Była zatrudniona na Wydziale Prawa Kanonicznego Uniwersytetu Kardynała Stefana Wyszyńskiego w Warszawie, na Wydziale Prawa i Administracji Uniwersytetu Szczecińskiego oraz na Wydziale Prawa i Administracji Uniwersytetu Warmińsko-Mazurskiego w Olsztynie (na tym ostatnim wydziale zajmowała stanowisko profesora nadzwyczajnego). Została profesorem nadzwyczajnym, prorektorem i rektorem Wyższej Szkoły Gospodarki Euroregionalnej im. Alcide De Gasperi w Józefowie.

## Kontrowersje
Wiosną 2005 Komisja Dyscyplinarna Uniwersytetu Szczecińskiego uznała ją winną popełnienia trzech plagiatów, do których Sitek się przyznała. Została zwolniona z uczelni (była wtedy adiunktem Wydziału Prawa) oraz zakazano jej pracy akademickiej na okres trzech lat. Sitek odwołała się do Komisji Odwoławczej Rady Głównej Nauki i Szkolnictwa Wyższego, która uchyliła uczelniane orzeczenie ze względu na przedawnienie karalności czynu i umorzyła postępowanie. Pomimo kontrowersji, uzyskała w 2024 tytuł naukowy profesora.

## Życie prywatne
Zamężna z prawnikiem i nauczycielem akademickim Bronisławem Sitkiem. Mieszka w Józefowie.

## Odznaczenia
- Brązowy Medal „Zasłużony dla Nauki Polskiej Sapientia et Veritas” (2023)[7]